# بيتر سي. زيمرمان
بيتر سي. زيمرمان هو سياسي أمريكي، ولد في 17 أغسطس 1887 في مقاطعة يامهيل في الولايات المتحدة، وتوفي في 28 أكتوبر 1950 بسبب سرطان. نشط حزبياً في الحزب الجمهوري. وقد انتخب عضو مجلس ولاية أوريغون ‏.